# Georges Le Carrour
Georges Le Carrour, né le 16 juin 1915 à Boulouparis et mort pour la France le 24 août 1944 à Hyères, est un militaire et résistant français, Compagnon de la Libération. Au début de la Seconde Guerre mondiale il décide de se rallier à la France libre et combat en Afrique et en Italie. Participant ensuite à la libération de la France, il est tué lors des combats en marge de la prise de Toulon.

## Biographie

### Jeunesse et engagement
Georges Le Carrour naît le 16 juin 1915 à Boulouparis, en Nouvelle-Calédonie. D'octobre 1936 à octobre 1938, il effectue son service militaire à la compagnie d'infanterie coloniale de Nouvelle-Calédonie.

### Seconde Guerre mondiale
Moins d'un an après avoir été rendu à la vie civile, il est rappelé sous les drapeaux lors de la mobilisation de septembre 1939. Affecté à la même unité que lors de son service militaire, il est promu sergent en février 1940 mais ne part pas combattre en métropole. Après la signature de l'armistice du 22 juin 1940, il est démobilisé en août suivant. Mécontent de la défaite, il décide de se ranger du côté du général de Gaulle lorsque la Nouvelle-Calédonie se rallie à la France libre en septembre 1940. Engagé dans les forces françaises libres en avril 1941, il est affecté au bataillon du Pacifique (BP1) commandé par Félix Broche et composé de volontaires néo-calédoniens et polynésiens. Après une période d'entraînement en Syrie et sa promotion au grade de sergent-chef, Georges Le Carrour et le BP1 sont engagés dans la guerre du désert en Libye au sein de la 1re Brigade française Libre Indépendante (1re BFL) du général Kœnig. En mai et juin 1942, il participe à la bataille de Bir Hakeim à la suite de laquelle le BP1, fusionnant avec le 1er bataillon d'infanterie de marine, forme le bataillon d'infanterie de marine et du Pacifique (BIMP).
Subordonné à la 1re division française libre, le BIMP prend part à la campagne de Tunisie au début de l'année 1943 puis à la campagne d'Italie au cours de laquelle Georges Le Carrour est grièvement blessé à Girofano dans la nuit du 11 au 12 mai 1944. En août de la même année, il participe au débarquement de Provence puis à la libération de Toulon. Le 22 août 1944, devant La Garde, il prend le commandement de sa section après la blessure de son chef et parvient à achever la mission de son unité. Le lendemain, alors qu'il mène ses hommes à l'assaut des positions fortifiées de la Moranne, il est à son tour touché par une rafale de mitrailleuse. Évacué vers l'ambulance chirurgicale légère postée à Hyères, il y meurt le 24 août 1944 des suites de ses blessures. Rapatrié en Nouvelle-Calédonie, il est inhumé à Nouméa.

## Décorations
- Chevalier de la Légion d'honneur
- Compagnon de la Libération, À titre posthume, par décret du 24 mars 1945
- Croix de guerre 1939-1945
- Médaille de la Résistance française
- Médaille coloniale, Avec agrafes "Libye 1942" et "Bir Hakeim"

### Hommages
- À Boulouparis et à Nouméa, son nom est inscrit sur les monuments aux morts de ces communes[5],[6].